# Saison 1955-1956 de la Jeunesse sportive de Kabylie
Maillots
Chronologie
Saison précédente Saison suivante
La saison 1955-1956 fut la dixième et dernière saison de la JS Kabylie durant l'époque coloniale. Les matchs se déroulèrent essentiellement en division Promotion Honneur de la Ligue d'Alger, en Coupe Forconi ainsi qu'en Coupe de France. Ce fut sa deuxième saison dans cette division, une saison inachevée car l'équipe se retira de toutes compétitions sportives.
En effet elle se termina pour celle-ci durant la phase retour du championnat à six journées du terme de la compétition. La JS Kabylie se solidarisa des autres clubs ayant arrêter leurs activités une semaine avant, en répondant positivement à l'appel du FLN, pour protestations à la suite des événements survenus après l'annulation de la finale de la Coupe d'Afrique du Nord.
La saison débuta traditionnellement avec les tours préliminaires de la Coupe Forconi. Néanmoins, comme la saison passée, son statut d'équipe de Promotion Honneur et de participante à la Coupe de France lui permit d'être exemptée des premiers tours de cette compétition. Elle débuta sa saison par la Coupe de France, au premier tour régionale. Le tirage au sort de la compétition lui donna pour adversaire la formation de Division Honneur du FC Blida, match qui eut lieu le 25 septembre 1955 à Maison-Carrée.

## Saison

### Parcours en championnat

#### Calendrier de la Promotion Honneur
Le calendrier est donné tel quel et en début de saison à titre informatif dans "Alger Football", l'organe officiel de la Ligue d'Alger de Football Association. Toutefois il est utile de rappeler que les dates des rencontres données ne sont pas fixes et furent l'objet de nombreux changements et reports. La cause principale fut la réquisition du Stade Arsène Weinmann par les militaires français qui s'en servirent comme base de regroupement des troupes pour faire face aux insurrections. Les rencontres à domicile des équipes résidentes de ce stade que sont la JS Kabylie et l'Olympique de Tizi-Ouzou furent délocalisées ailleurs dans d'autres stades comme celui des Issers ou celui de Bordj Menaiel.
| Phase aller       | Match 1               | Match 2               | Match 3              | Match 4                 | Match 5               | Match 6               | Phase retour    |
| ----------------- | --------------------- | --------------------- | -------------------- | ----------------------- | --------------------- | --------------------- | --------------- |
| 18 septembre 1955 | R.C.M.C. / U.S.M.M    | O.H.D. / A.S.P.T.T.   | J.S.E.B. / J.S.K.    | O.T.O. / W.R.B.         | R.C.K. / O.M.S.E.     | O.C.B.O.F. / N.A.H.D. | 15 janvier 1956 |
| 9 octobre 1955    | N.A.H.D. / R.C.M.C.   | O.M.S.E. / O.C.B.O.F. | W.R.B. / R.C.K.      | J.S.K. / O.T.O.         | A.S.P.T.T. / J.S.E.B. | U.S.M.M. / O.H.D.     | 29 janvier 1956 |
| 16 octobre 1955   | R.C.M.C. / O.H.D.     | J.S.E.B. / U.S.M.M.   | O.T.O. / A.S.P.T.T.  | R.C.K. / J.S.K          | O.C.B.O.F. / W.R.B.   | N.A.H.D. / O.M.S.E.   | 12 février 1956 |
| 23 octobre 1955   | O.M.S.E. / R.C.M.C.   | W.R.B. / N.A.H.D.     | J.S.K. / O.C.B.O.F.  | A.S.P.T.T. / R.C.K.     | U.S.M.M / O.T.O.      | O.H.D. / J.S.E.B.     | 26 février 1956 |
| 30 octobre 1955   | R.C.M.C. / J.S.E.B.   | O.T.O. / O.H.D.       | R.C.K. / U.S.M.M.    | O.C.B.O.F. / A.S.P.T.T. | N.A.H.D. / J.S.K.     | O.M.S.E. / W.R.B.     | 4 mars 1956     |
| 13 novembre 1955  | R.C.M.C. / W.R.B.     | J.S.K. / O.M.S.E.     | A.S.P.T.T / N.A.H.D. | U.S.M.M. / O.C.B.O.F.   | O.H.D. / R.C.K.       | J.S.E.B. / O.T.O.     | 11 mars 1956    |
| 20 novembre 1955  | O.T.O / R.C.M.C.      | R.C.K. / J.S.E.B.     | O.C.B.O.F. / O.H.D.  | N.A.H.D. / U.S.M.M.     | O.M.S.E. / A.S.P.T.T. | W.R.B. / J.S.K.       | 25 mars 1956    |
| 4 décembre 1955   | R.C.M.C. / J.S.K.     | A.S.P.T.T. / W.R.B.   | U.S.M.M. / O.M.S.E.  | O.H.D. / N.A.H.D.       | J.S.E.B. / O.C.B.O.F. | O.T.O. / R.C.K.       | 1er avril 1956  |
| 11 décembre 1955  | R.C.K. / R.C.M.C.     | O.C.B.O.F. / O.T.O.   | N.A.H.D. / J.S.E.B.  | O.M.S.E. / O.H.D.       | W.R.B. / U.S.M.M.     | J.S.K. / A.S.P.T.T.   | 15 avril 1956   |
| 25 décembre 1955  | R.C.M.C. / A.S.P.T.T. | U.S.M.M. / J.S.K.     | O.H.D. / W.R.B.      | J.S.E.B. / O.M.S.E.     | O.T.O. / N.A.H.D.     | R.C.K. / O.C.B.O.F.   | 22 avril 1956   |
| 8 janvier 1956    | O.C.B.O.F. / R.C.M.C. | N.A.H.D. / R.C.K.     | O.M.S.E. / O.T.O.    | W.R.B. / J.S.E.B.       | J.S.K. / O.H.D.       | A.S.P.T.T. / U.S.M.M. | 29 avril 1956   |

#### Phase retour

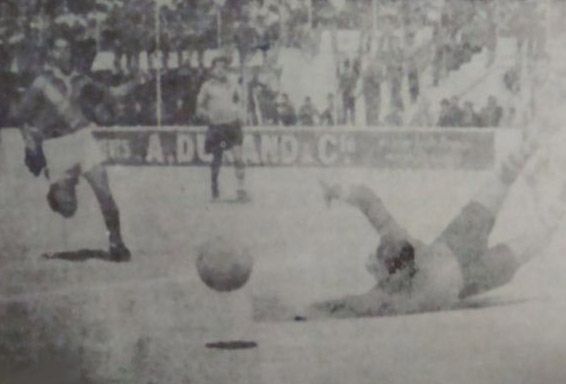
Dernier match de la JS Kabylie durant l'époque coloniale. Ce fut face à l', une défaite 4-1, le 11 mars 1956.

#### Phase aller
| Dates             | Horaires      | Journées    | Adversaires      | Lieux des rencontres                        | Scores | Arbitres         | Références           |
| ----------------- | ------------- | ----------- | ---------------- | ------------------------------------------- | ------ | ---------------- | -------------------- |
| 18 septembre 1955 | 15 h 30 UTC+1 | 1re journée | JS El Biar       | Stade de El-Biar (El-Biar)                  | 4-0    | M. Vals.         | [ Rapport match 1 ]  |
| 9 octobre 1955    | 15 h 30 UTC+1 | 2e journée  | O Tizi-Ouzou     | Stade Municipal Arsène Weinman (Tizi Ouzou) | 1-1    | M. Lapasset.     | [ Rapport match 2 ]  |
| 16 octobre 1955   | 15 h 30 UTC+1 | 3e journée  | RC Kouba         | Stade de Kouba (Kouba)                      | 3-3    | M. Muck.         | [ Rapport match 3 ]  |
| 23 octobre 1955   | 15 h 30 UTC+1 | 4e journée  | OCB Oued-Fodda   | Stade des Issers (Issersville-Les-Issers)   | 2-2    | M. Attanasio. C. | [ Rapport match 4 ]  |
| 30 octobre 1955   | 15 h 30 UTC+1 | 5e journée  | NA Hussein Dey   | Stade de Hussein-Dey (Hussein-Dey)          | 0-0    | M. Chekaïmi.     | [ Rapport match 5 ]  |
| 13 novembre 1955  | 15 h 30 UTC+1 | 6e journée  | OM Saint-Eugène  | Stade Lavigerie (Maison-Carrée)             | 0-3    | M. Deradji.      | [ Rapport match 6 ]  |
| 20 novembre 1955  | 15 h 30 UTC+1 | 7e journée  | WR Belcourt      | Stade Marcel Cerdan (Alger)                 | 1-0    | M. Giner.        | [ Rapport match 7 ]  |
| 4 décembre 1955   | 15 h 30 UTC+1 | 8e journée  | ASPTT Alger      | Stade de Bordj-Ménaïel (Bordj Menaïel)      | 1-3    | M. Caratino.     | [ Rapport match 8 ]  |
| 1er janvier 1956  | 15 h 30 UTC+1 | 9e journée  | RC Maison-Carrée | Stade Lavigerie (Maison-Carrée)             | 2-3    | M. Khelifi. A.   | [ Rapport match 9 ]  |
| 8 janvier 1956    | 15 h 30 UTC+1 | 10e journée | USM Marengo      | Stade de Marengo (Marengo)                  | 3-0    | M. Chekaïmi.     | [ Rapport match 10 ] |
| 15 janvier 1956   | 15 h 30 UTC+1 | 11e journée | O Hussein Dey    | Stade des Issers (Issersville-les-Issers)   | 4-0    | M. Riveccio.     | [ Rapport match 11 ] |

#### Phase retour[A 1]
| Dates           | Horaires      | Journées    | Adversaires      | Lieux des rencontres                           | Scores | Arbitres         | Références           |
| --------------- | ------------- | ----------- | ---------------- | ---------------------------------------------- | ------ | ---------------- | -------------------- |
| 29 janvier 1956 | 15 h 30 UTC+1 | 12e journée | JS El Biar       | Stade de Bordj-Ménaïel (Bordj Menaïel)         | 0-3    | M. Kerrachi.     | [ Rapport match 12 ] |
| 12 février 1956 | 15 h 30 UTC+1 | 13e journée | RC Kouba         | Stade Marcel Cerdan (Alger)                    | 3-2    | M. Benacer.      | [ Rapport match 13 ] |
| 19 février 1956 | 15 h 30 UTC+1 | 14e journée | O Tizi-Ouzou     | Stade des Issers Issersville-les-Issers        | 4-1    | M. Deradji.      | [ Rapport match 14 ] |
| 26 février 1956 | 15 h 30 UTC+1 | 15e journée | OCB Oued-Fodda   | Stade de Campenon-Bernard Oued Fodda           | 4-0    | M. Hadji.        | [ Rapport match 15 ] |
| 4 mars 1956     | 15 h 30 UTC+1 | 16e journée | NA Hussein Dey   | Stade des Issers Issersville-les-Issers        | 5-1    | M. Benchelah.    | [ Rapport match 16 ] |
| 11 mars 1956    | 15 h 30 UTC+1 | 17e journée | OM Saint-Eugène  | Stade Communal de Saint-Eugène Saint-Eugène    | 4-1    | M. Attanasio. C. | [ Rapport match 17 ] |
| 25 mars 1956    | 15 h 30 UTC+1 | 18e journée | WR Belcourt      | Stade des Issers Issersville-les-Issers        | Aucun  | M. Lebeuvant.    | Aucun                |
| 1er avril 1956  | 15 h 30 UTC+1 | 19e journée | RC Maison-Carrée | Stade de Hussein-Dey (Hussein-Dey)             | 0-3    | Non désigné      | Aucun                |
| 15 avril 1956   | 15 h 30 UTC+1 | 20e journée | ASPTT Alger      | Stade Municipal Arsène Weinman Tizi Ouzou      | Aucun  | Non désigné      | Aucun                |
| 22 avril 1956   | 15 h 30 UTC+1 | 21e journée | USM Marengo      | Stade Municipal de Orléansville (Orléansville) | Aucun  | Non désigné      | Aucun                |
| 29 avril 1956   | 15 h 30 UTC+1 | 22e journée | O Hussein Dey    | Stade Municipal Arsène Weinman Tizi Ouzou      | 3-0    | Non désigné      | Aucun                |

### Classement final
À l'issue du championnat, la JS Kabylie qui avait déclaré forfait général le 11 mars 1956, finit au onzième rang avec vingt-neuf points au compteur seulement.
Le classement est établi sur le même barème de points que durant l'époque coloniale, c'est-à-dire qu'une victoire vaut trois points, un match nul deux points et la défaite est à un point .
| Rang | Équipe           | Pts | J  | G  | N | P  | Bp | Bc | Diff |
| ---- | ---------------- | --- | -- | -- | - | -- | -- | -- | ---- |
| 1    | O Hussein Dey    | 52  | 22 | 13 | 4 | 5  |    |    |      |
| 2    | RC Maison-Carrée | 51  | 22 | 13 | 3 | 6  |    |    |      |
| 3    | O Tizi-Ouzou     | 48  | 22 | 11 | 4 | 7  |    |    |      |
| 4    | JS El Biar       | 46  | 17 | 10 | 4 | 8  |    |    |      |
| 5    | RC Kouba         | 46  | 17 | 9  | 6 | 7  |    |    |      |
| 6    | ASPTT Alger      | 42  | 22 | 9  | 2 | 11 |    |    |      |
| 7    | OCB Oued Fodda   | 42  | 22 | 8  | 4 | 10 |    |    |      |
| 8    | NA Hussein Dey   | 40  | 17 | 6  | 6 | 10 |    |    |      |
| 9    | USM Marengo      | 39  | 17 | 7  | 3 | 12 |    |    |      |
| 10   | WR Belcourt      | 38  | 17 | 6  | 4 | 12 |    |    |      |
| 11   | OM Saint-Eugène  | 35  | 17 | 3  | 7 | 12 |    |    |      |
| 12   | JS Kabylie       | 34  | 17 | 4  | 4 | 14 |    |    |      |

- Champion de Promotion Honneur

- Vice-champion de Promotion Honneur

- Relégué

Le bureau de la Ligue d'Alger enregistra les forfaits de nombreux clubs musulmans à la suite des événements survenues au match opposant le Mouloudia d'Alger à l'AS Saint-Eugene. En Promotion Honneur le RC Kouba, l'USM Marengo, le WR Belcourt, la JS Kabylie, la JS El Biar et l'OM Saint-Eugène déclarèrent donc forfait générale le 11 mars 1956. Étant donné les faits et les circonstances exceptionnelles qui amenèrent un nombre important d'abandon, la ligue décida malgré tout d'inscrire ceux-ci dans le classement final afin de ne pas les pénaliser (car normalement la règle stipule que c'est une rétrogradation en division inférieure pour tout forfait général), en vue d'une éventuelle reprise de leurs activités pour la saison prochaine.

## Coupe de France de football (1955-1956)
Il s'agit de la seconde et dernière participation de la JS Kabylie à la Coupe de France. Le premier tour régional de la compétition voit les équipes amateurs d'une même région ou ligue s'affronter. Dans la Ligue d'Alger seules les équipes de la Division Honneur et Promotion Honneur ont le droit d'y Participer. Le tirage au sort lui donna pour adversaire la redoutable formation doyenne du FC Blida et la rencontre se déroula à Maison-Carrée en banlieue d'Alger.
| Dates             | Horaires      | Tours           | Adversaires | Lieux des rencontres                | Scores | Arbitres     | Références           |
| ----------------- | ------------- | --------------- | ----------- | ----------------------------------- | ------ | ------------ | -------------------- |
| 25 septembre 1955 | 15 h 00 UTC+1 | Tour régional 1 | FC Blida    | Stade Marcel Cerdan (Maison-Carrée) | 2-1    | M. Caratino. | [ Rapport match 18 ] |

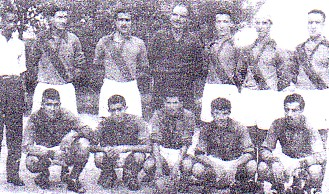
Équipe de la JS Kabylie avant le match de Coupe de France face au, photo prise le dimanche 25 septembre 1955

L'équipe de la JS Kabylie qui n'a pas pu s’entraîner correctement éprouva les pires difficultés dans ce match. Les blidéens surent de leurs techniques marquèrent logiquement à la septième minute de jeu par l'intermédiaire de Ruiz sur une passe de Meftah. À la seizième minute de jeu, l'équipe de Blida doubla la mise sur une erreur de main du gardien kabyle Abtouche. En effet à la suite d'un coup franc direct de Armand, le gardien relâcha le ballon qui profita à Miguèze. Les joueurs kabyles ne se découragèrent pas pour autant et imposèrent un jeu certes inconstant mais composé de ballons aériens dans la surface de jeu blidéenne conjugué à une fougue euphorique.
La pression s'accentua et la JSK finit par percer le mur adverse et marqua à la trente-septième minute de jeu. Ce fut sur une passe du joueur Iratni que le buteur Gadir permit à son équipe de revenir au score. Les joueurs en resteront là à la mi-temps sur un maigre avantage en faveur du FC Blida. Au retour des vestiaires, la maîtrise technique des blidéens leur permit de conserver ce score. Les kabyles non préparés mais généreux dans l'effort offrirent un beau spectacle grâce à leurs attaques répétées compensant quelque peu leurs faiblesses techniques; n'inquiétant nullement l'adversaire. Celui-ci qui se contenta de gérer le résultat finira la rencontre sur le même score et accédera au deuxième tour régionale mais éliminatoire pour la zone Afrique du Nord de la Coupe de France.

## Coupe Forconi de football (1955-1956)
Forte de son statut d'équipe de Promotion Honneur et de  participante à la Coupe de France, la JS Kabylie fut exemptée des trois premiers tours de la Coupe Forconi de football 1955-1956. Il s'agit de sa neuvième et dernière participation à cette coupe départementale propre à la Ligue d'Alger. Elle débuta donc la compétition au quatrième tour face au club de la JS Bordj Menaiel, le 2 novembre 1955 à Ménerville.
| Dates           | Horaires      | Tours  | Adversaires      | Lieux des rencontres             | Scores | Arbitres    | Références           |
| --------------- | ------------- | ------ | ---------------- | -------------------------------- | ------ | ----------- | -------------------- |
| 2 novembre 1955 | 13 h 15 UTC+1 | Tour 4 | JS Bordj Menaiel | Stade de Ménerville (Ménerville) | 0-4    | M. Cardona. | [ Rapport match 19 ] |
| 6 novembre 1955 | 14 h 10 UTC+1 | Tour 5 | GS Orléansville  | Stade de Blida (Blida)           | 5-0    | M. Giner.   | [ Rapport match 20 ] |

Contrairement à la Coupe de France dont le premier tour se déroula avant le championnat et donc en début de saison, le quatrième tour auquel prit part la JS Kabylie eut lieu après cinq journées de championnat déjà disputées. Elle rencontra donc pour son premier match l'équipe de la JS Bordj Menaiel, équipe de Première division, à Ménerville qu'elle vainquit sur le score sans appel de quatre buts à zéro.
Au tour suivant, autrement dit le cinquième tour de la compétition, le tirage au sort lui donna pour adversaire le GS Orléansville une autre équipe de Division Honneur. La rencontre eut lieu cette fois-ci à Blida le 6 novembre 1955. Malheureusement autant son premier match fut à sens unique tant la victoire fut éclatante, autant celui-ci le fut également mais par une défaite sans appel de cinq buts à zéro.
La JS Kabylie manqua totalement son match et s'inclina pour la deuxième fois de la saison face à une équipe de la Division Honneur (après sa défaite en Coupe de France) en match de coupe.

## Buteurs
| Joueurs | Championnat | Coupe de France | Coupe Forconi | Total |
| ------- | ----------- | --------------- | ------------- | ----- |
|         |             |                 |               |       |
|         |             |                 |               |       |
|         |             |                 |               |       |
|         |             |                 |               |       |
|         |             |                 |               |       |
| Total   |             |                 |               |       |

## Voir également
- Jeunesse sportive de Kabylie
- Coupe d'Afrique du Nord de football 1955-1956